# Straßensperre Chiusa

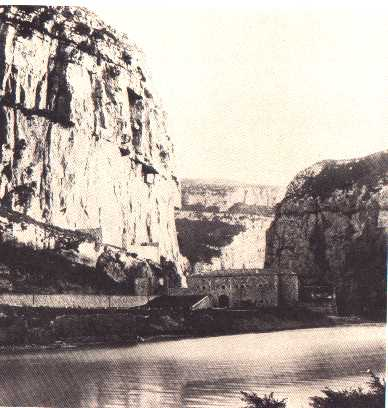
Foto aus der damaligen Zeit

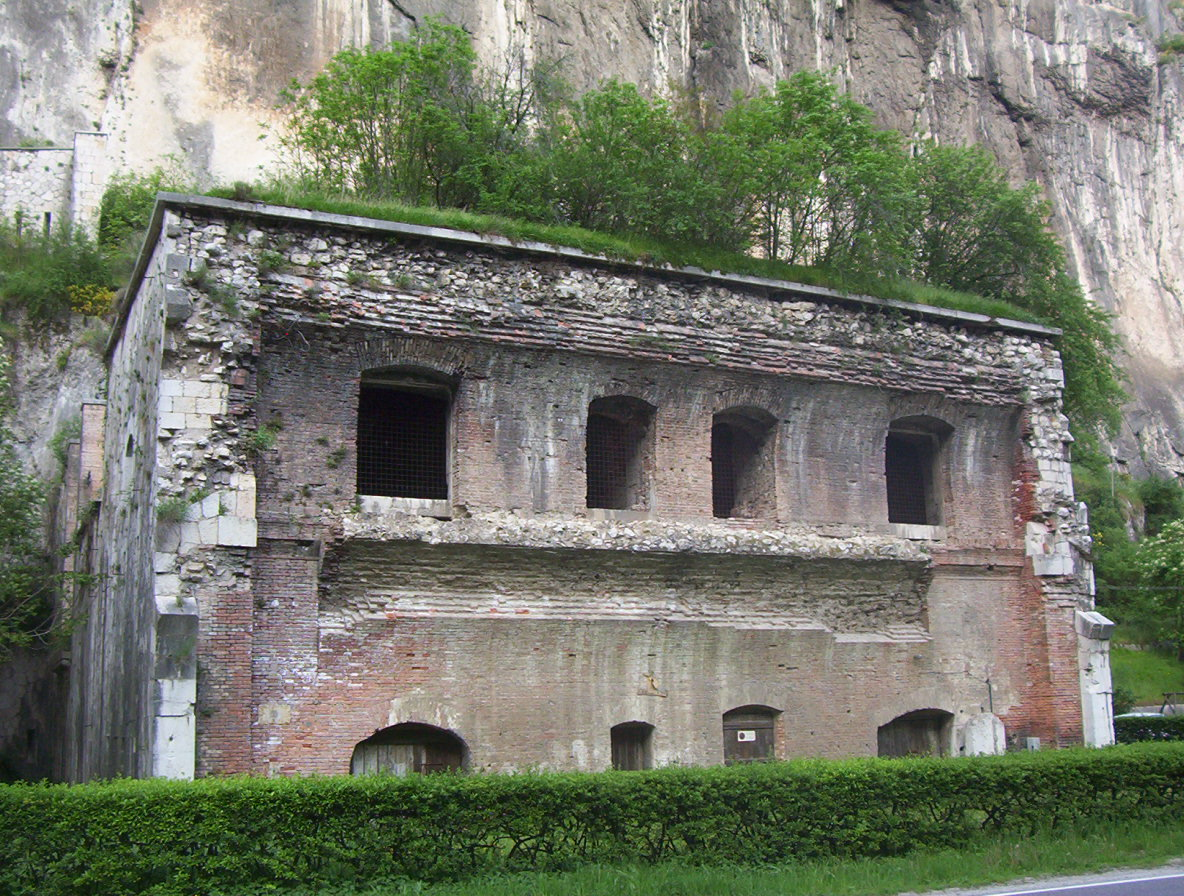
Überreste des Forte della Chiusa

Die Straßensperre Chiusa (it.: Forte della Chiusa) war eine Befestigungsanlage, die von der k.k. österreichischen Militäradministratur in den Jahren zwischen 1849 und 1851 errichtet wurde. Aufgabe war die Sperrung der Etschtalstraße in der Veroneser Klause im Gemeindegebiet von Dolcè. Sie liegt auf einer Höhe von 115 Metern über dem Meeresspiegel.
Nachdem Venetien im Jahre 1866 nach dem Dritten Italienischen Unabhängigkeitskrieg an Italien gefallen waren, wurde die Sperre von der italienischen Armee übernommen. Da es wichtig war, diese strategische Position besetzt zu halten, verblieb die Anlage in einem aktiven Status und wurde mit zwei Geschützen bestückt.
Im Jahre 1960 wurde der Teil der Sperre um die Durchfahrt abgebrochen, um eine Verbreiterung der Brennerstaatsstraße SS 12 zu ermöglichen. Die ebenfalls hier vorbeiführende Eisenbahntrasse der Brennereisenbahn führt nunmehr östlich der Sperranlage durch einen Felsentunnel. Unmittelbar südlich der Sperre wurde später eine Raststätte errichtet.
Der Hauptbau der Sperre war ein zweistöckiger Kasemattenbau, der in behauenen Steinen aus Veroneser Marmor ausgeführt wurde. Die Innenmauern bestanden aus Ziegelsteinen. Sowohl die Straße, als auch die hier verlaufende Eisenbahnlinie passierte das Sperrwerk durch das gleiche Tor, wobei sie eine zur Innenverteidigung eingerichtete Poterne passieren mussten. Sowohl das frontseitige Tor als auch das in der Kehle waren mit einer Zugbrücke versehen. Das ebenerdige Geschoss hatte vier Geschützscharten, während das Obergeschoss über acht verfügte. Diese Anordnung war auch in der Kehlseite vorhanden. An dem Kasemattblock war auf der Flussseite ein halbrunder Turm in gleicher Höhe angefügt. Die Decke des Bauwerks, das nicht bis an die Felsenwand heranreichte, sondern sich bis dort in einer tiefergelegten Geschützplattform fortsetzt, ist mit einer Erdschicht bedeckt, war also nicht zur Aufstellung von Geschützen eingerichtet.
Die Wasserversorgung erfolgte durch einen Tiefbrunnen, der mit der Etsch in Verbindung stand.
Zum gegenwärtigen Zeitpunkt sind die Überreste der Straßensperre sich selbst überlassen.